# Ле-Боск-Рожер-ан-Румуа
Ле-Боск-Роже́р-ан-Румуа́ (фр. Le Bosc-Roger-en-Roumois) — колишній муніципалітет у Франції, у регіоні Нормандія, департамент Ер. Населення — 3143 осіб (2011).
Муніципалітет був розташований на відстані близько 115 км на північний захід від Парижа, 22 км на південний захід від Руана, 35 км на північний захід від Евре.

## Історія
До 2015 року муніципалітет перебував у складі регіону Верхня Нормандія. Від 1 січня 2016 року належав до нового об'єднаного регіону Нормандія.
1 січня 2017 року Ле-Боск-Рожер-ан-Румуа і Бонорман було об'єднано в новий муніципалітет Босрумуа.

## Демографія
Динаміка населення (INSEE ):
Розподіл населення за віком та статтю (2006):
| Стать | Всього | До 15 років | 15-24 | 25-44 | 45-64 | 65-85 | Понад 85 |
| --- | ------ | ----------- | ----- | ----- | ----- | ----- | -------- |
| Чоловіки | 1620   | 300         | 224   | 416   | 476   | 188   | 16       |
| Жінки | 1596   | 312         | 168   | 404   | 520   | 176   | 16       |
| \| Статево-вікова піраміда \| Статево-вікова піраміда \| Статево-вікова піраміда \| \| ----------------------- \| ----------------------- \| ----------------------- \| \| Чоловіки \| Вік \| Жінки \| \| 16 \| 85 + \| 16 \| \| 24 \| 80-84 \| 12 \| \| 40 \| 75-79 \| 52 \| \| 52 \| 70-74 \| 60 \| \| 72 \| 65-69 \| 52 \| \| 88 \| 60-64 \| 88 \| \| 152 \| 55-59 \| 148 \| \| 108 \| 50-54 \| 128 \| \| 128 \| 45-49 \| 156 \| \| 128 \| 40-44 \| 124 \| \| 116 \| 35-39 \| 132 \| \| 88 \| 30-34 \| 108 \| \| 84 \| 25-29 \| 40 \| \| 116 \| 20-24 \| 64 \| \| 108 \| 15-20 \| 104 \| \| 120 \| 10-14 \| 116 \| \| 100 \| 5-9 \| 96 \| \| 80 \| 0-4 \| 100 \| |        |             |       |       |       |       |          |
| Статево-вікова піраміда |        |             |       |       |       |       |          |
| Чоловіки | Вік    | Жінки       |       |       |       |       |          |
| 16 | 85 +   | 16          |       |       |       |       |          |
| 24 | 80-84  | 12          |       |       |       |       |          |
| 40 | 75-79  | 52          |       |       |       |       |          |
| 52 | 70-74  | 60          |       |       |       |       |          |
| 72 | 65-69  | 52          |       |       |       |       |          |
| 88 | 60-64  | 88          |       |       |       |       |          |
| 152 | 55-59  | 148         |       |       |       |       |          |
| 108 | 50-54  | 128         |       |       |       |       |          |
| 128 | 45-49  | 156         |       |       |       |       |          |
| 128 | 40-44  | 124         |       |       |       |       |          |
| 116 | 35-39  | 132         |       |       |       |       |          |
| 88 | 30-34  | 108         |       |       |       |       |          |
| 84 | 25-29  | 40          |       |       |       |       |          |
| 116 | 20-24  | 64          |       |       |       |       |          |
| 108 | 15-20  | 104         |       |       |       |       |          |
| 120 | 10-14  | 116         |       |       |       |       |          |
| 100 | 5-9    | 96          |       |       |       |       |          |
| 80 | 0-4    | 100         |       |       |       |       |          |

## Економіка
2010 року серед 2026 осіб працездатного віку (15—64 років) 1467 були активними, 559 — неактивними (показник активності 72,4%, у 1999 році було 72,0%). З 1467 активних мешканців працювало 1348 осіб (683 чоловіки та 665 жінок), безробітними було 119 (62 чоловіки та 57 жінок). Серед 559 неактивних 139 осіб було учнями чи студентами, 297 — пенсіонерами, 123 були неактивними з інших причин.

У 2010 році в муніципалітеті числилось 1239 оподаткованих домогосподарств, у яких проживали 3256,5 особи, медіана доходів виносила 21 820 євро на одного особоспоживача